# Délice d’Argental

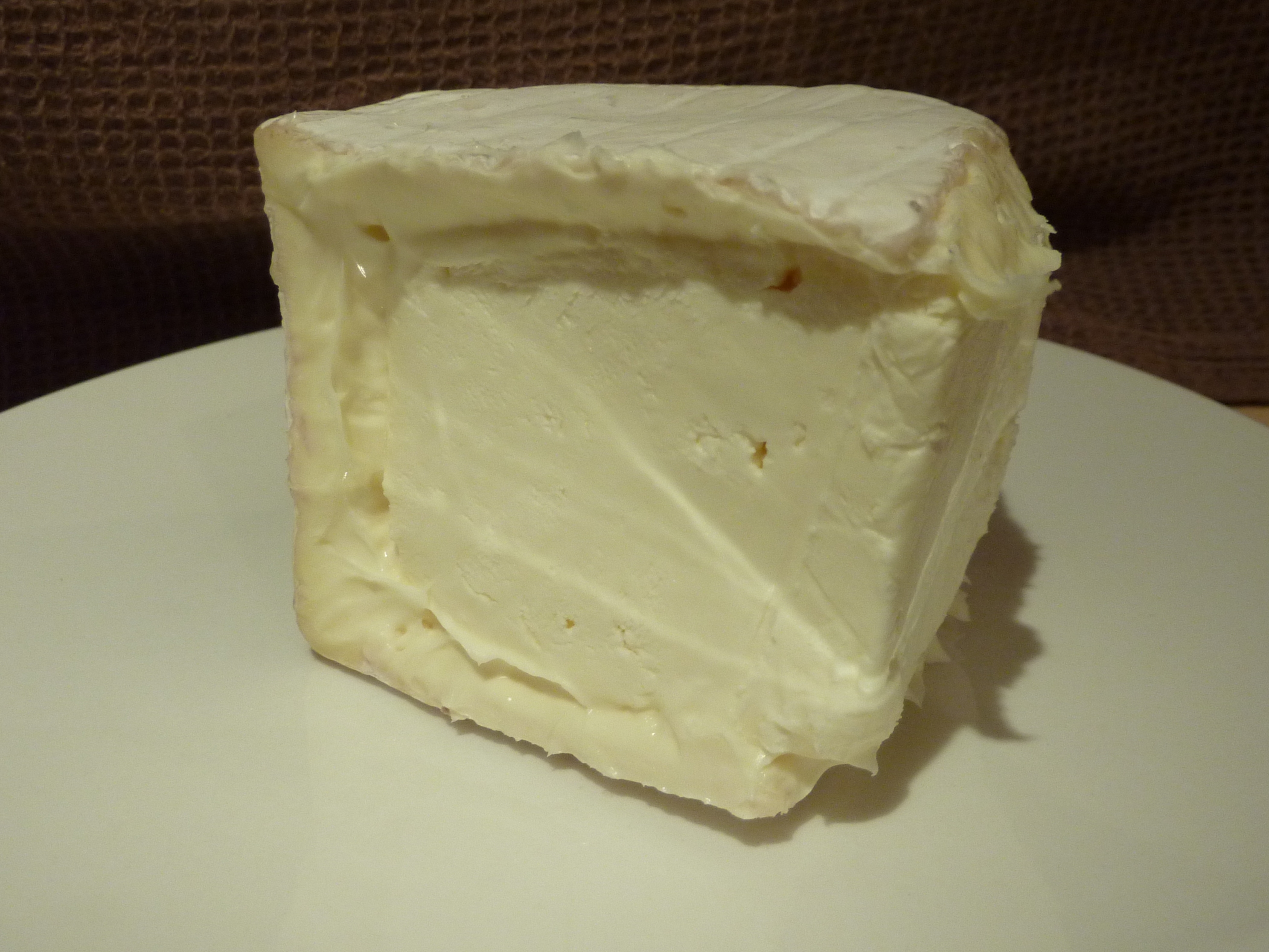
Délice d’Argental

Délice d’Argental ist ein französischer Weinbergkäse aus dem Burgund. Es wird von Hand aus Kuhmilch hergestellt. Die Zugabe von Crème fraiche in der ersten Phase des Dicklegens der Milch sorgt für einen besonders hohen Fettgehalt – nach der deutschen Käseverordnung ist er damit ein Käse der Doppelrahmstufe. Der Käse entwickelt eine cremige Textur. Er hat eine weiche, blumige Rinde, die gelblich-weiß gefärbt ist. Er ähnelt dem Brie sowohl im Aussehen als auch in der Textur. Der Name leitet sich von der Stadt Argental an der Deume in der Region Auvergne-Rhône-Alpes ab.